# 扬·瓦扎尔斯基
扬·瓦扎尔斯基（波蘭語：Jan Łazarski，1892年10月26日—1968年8月11日），波兰男子自行车运动员。他曾代表波兰参加1924年夏季奥林匹克运动会自行车比赛，获得男子团体追逐赛银牌。